# V kapli sv. Anny
V kapli sv. Anny (2009) je autorizovaný bootleg Jana Řepky, písničkáře z dua Nestíháme. Jde o záznam koncertu z festivalu Folkové prázdniny v Náměšti nad Oslavou ze scény v kapli sv. Anny. Spolu s Janem Řepkou na albu zpívá také Josefina Žampová.
Album obsahuje 6 autorských písní Jana Řepky a tři cover verze – Be Mine od R.E.M. a Leaves That Are Green od Paula Simona v Řepkově překladu a Bridge Over Troubled Water taktéž od Paula Simona s původním anglickým textem.
Písničky Oči, Málo je času a Z bříz padá stín vyšly na eponymním albu Nestíháme (2006), Po čem toužíš ty? vydali Nestíháme na albu Víceméně v klidu (2007). Písničky Čistý byl svět, Po čem toužíš ty?, Málo je času a P. S. zpívá Řepka s Žampovou na studiovém albu Čistý byl svět (2010).

## Seznam tracků
1. Úvod – 1:01
2. Jdu – 1:42
3. Oči – 4:49
4. Čistý byl svět – 1:00
5. Po čem toužíš ty? – 4:21
6. Buď mou (Be Mine) – 5:31
7. Málo je času – 4:31
8. P. S. – 5:42
9. Z bříz padá stín (Leaves That Are Green) – 4:56
10. Bridge Over Troubled Water – 4:27

## Obsazení
- Jan Řepka – zpěv, kytara
- Josefina Žampová – zpěv 4–10